# دوغلاس برينكلي
دوغلاس برينكلي (بالإنجليزية: Douglas Brinkley)‏ هو مؤرخ أمريكي، ولد في 14 ديسمبر 1960 في أتلانتا في الولايات المتحدة.